# Aurivilliola hirsuta
Aurivilliola hirsuta is een hooiwagen uit de familie Sclerosomatidae. De wetenschappelijke naam van Aurivilliola hirsuta gaat terug op Roewer.